# 木野村謙一
木野村 謙一（きのむら けんいち、1956年2月 - ）は、日本の岐阜県出身の陸上自衛官。第7代情報本部長。幹部レンジャー課程及び空挺課程を修了。

## 略歴
- 1979年（昭和54年）3月：防衛大学校第23期卒業、陸上自衛隊に入隊。幹部候補生第60期。
- 1980年（昭和55年）3月：3等陸尉
- 1982年（昭和57年）7月：2等陸尉
- 1985年（昭和60年）7月：1等陸尉
- 1990年（平成2年）1月：3等陸佐
- 1993年（平成5年）7月：2等陸佐
- 1998年（平成10年）1月：1等陸佐に昇任
- 1999年（平成11年）8月：陸上幕僚監部調査部運用室
- 2001年（平成13年）4月1日：第7普通科連隊長兼福知山駐屯地司令
- 2002年（平成14年）12月1日：陸上幕僚監部人事部人事計画課長
- 2004年（平成16年）8月30日：陸将補に昇任
- 2005年（平成17年）1月12日：第1空挺団長兼習志野駐屯地司令
- 2006年（平成18年）8月4日：陸上幕僚監部運用支援・情報部長
- 2008年（平成20年）8月1日：東部方面隊幕僚長兼朝霞駐屯地司令
- 2010年（平成22年）7月26日：陸将に昇任、第4師団長に就任
- 2012年（平成24年）1月31日：第7代 情報本部長に就任
- 2014年（平成26年）8月5日：退官
- 2016年（平成28年）4月1日：内閣衛星情報センター所長[1]
- 2018年（平成30年）7月20日：内閣衛星情報センター所長 退職